# Натаніель Аткінсон
Натаніель Аткінсон (англ. Nathaniel Atkinson, нар. 19 серпня 1999, Лонсестон) — австралійський футболіст, захисник шотландського клубу «Гартс».
Виступав, зокрема, за клуб «Мельбурн Сіті», а також національну збірну Австралії.

## Клубна кар'єра
Народився 19 серпня 1999 року в місті Лонсестон. Вихованець футбольної школи клубу «Мельбурн Сіті». Дорослу футбольну кар'єру розпочав 2017 року в основній команді того ж клубу, в якій провів чотири сезони, взявши участь у 75 матчах чемпіонату. 
До складу клубу «Гартс» приєднався 2022 року. Станом на 7 листопада 2022 року відіграв за команду з Единбурга 22 матчі в національному чемпіонаті.

## Виступи за збірні
З 2018 по 2021 рік захищав кольори олімпійської збірної Австралії. У складі цієї команди провів 5 матчів, забив 1 гол. У складі збірної — учасник  футбольного турніру на Олімпійських іграх 2020 року у Токіо.
У 2022 році дебютував в офіційних матчах у складі національної збірної Австралії.
У складі збірної був учасником чемпіонату світу 2022 року у Катарі.

## Статистика виступів

### Статистика клубних виступів
| Сезон             | Команда           | Чемпіонат         | Чемпіонат | Чемпіонат | Національний кубок | Національний кубок | Національний кубок | Континентальні кубки | Континентальні кубки | Континентальні кубки | Інші змагання | Інші змагання | Інші змагання | Усього | Усього | Усього |
| Сезон             | Команда           | Ліга              | Ігор      | Голів     | Ліга               | Ігор               | Голів              | Ліга                 | Ігор                 | Голів                | Ліга          | Ігор          | Голів         | Ігор   | Голів  |        |
| ----------------- | ----------------- | ----------------- | --------- | --------- | ------------------ | ------------------ | ------------------ | -------------------- | -------------------- | -------------------- | ------------- | ------------- | ------------- | ------ | ------ | ------ |
| 2017–18           | «Мельбурн Сіті»   | ЧА                | 17        | 0         | КА                 | 1                  | 0                  |                      | -                    | -                    |               | -             | -             | 18     | 0      |        |
| 2018–19           | «Мельбурн Сіті»   | ЧА                | 17        | 0         | КА                 | 3                  | 0                  |                      | -                    | -                    |               | -             | -             | 20     | 0      |        |
| 2019–20           | «Мельбурн Сіті»   | ЧА                | 23        | 1         | КА                 | 0                  | 0                  |                      | -                    | -                    |               | -             | -             | 23     | 1      |        |
| 2020–21           | «Мельбурн Сіті»   | ЧА                | 14        | 2         |                    |                    |                    |                      | -                    | -                    |               | -             | -             | 14     | 2      |        |
| Усього за кар'єру | Усього за кар'єру | Усього за кар'єру | 71        | 3         |                    | 4                  | 0                  |                      | -                    | -                    |               | -             | -             | 75     | 3      |        |